# سیارک ۲۱۹۹۰
سیارک ۲۱۹۹۰ (به انگلیسی: 21990 Garretyazzie، نامگذاری:1999XH22) بیست و یک هزار و نهصد و نودمین سیارک کشف شده‌است که در ۶ دسامبر ۱۹۹۹ کشف شد.
قدر مطلق سیارک برابر ۲۰.۴ است.